# Sonderflughafen
Der Sonderflughafen ist eine Klassifizierung des Gesetzgebers für Flugplätze in Deutschland.
Sonderflughäfen dienen besonderen Zwecken, z. B. dem Werksverkehr eines Flugzeugherstellers und sind keine Einrichtung des Allgemeinen Verkehrs.  Vor der Benutzung eines Sonderflughafens ist die Genehmigung des Platzbetreibers einzuholen (PPR / Prior Permission Required). Flughäfen besitzen einen Bauschutzbereich nach § 12 LuftVG. Bauschutzbereich bedeutet, dass Bauvorhaben, die die Flächen des Bauschutzbereiches durchstoßen, neben der Baugenehmigung noch einer luftrechtlichen Genehmigung bedürfen. Die Deutsche Flugsicherung muss eine Stellungnahme zu den Hindernissen abgeben, die die Flächen des Bauschutzbereichs berühren.
Aktuell besitzen diesen Status nur der Flugplatz Oberpfaffenhofen und der Flughafen Lahr. Der Airbus-Werksflugplatz Hamburg-Finkenwerder hat eine Zulassung als Sonderlandeplatz.